# Mike Tyson
Michael Gerard "Mike" Tyson (Nova York, 30 de juny de 1966) és un boxejador estatunidenc retirat. Va guanyar dos cops el títol mundial dels pesos pesants en la dècada dels 80 i és el boxejador més jove de la història en aconseguir un títol mundial dels pesos pesants quan el 22 novembre de 1986 va guanyar el títol de la WBC davant Trevor Berbick, amb tan sols 20 anys. Més tard aconseguiria unificar totes les corones davant els campions James Smith (WBA) i Tony Tucker (IBF) fins que va ser derrotat, després de diverses defenses, per James "Buster" Douglas el 1990.
El 1991 Tyson va ser empresonat durant quatre anys, i no tornà al ring fins al 1995. Va tornar a guanyar el títol mundial però el va perdre davant Evander Holyfield. El 1997, en la revenja davant Holyfield va ser desqualificat per mossegar l'orella dreta d'Evander després que l'àrbitre li hagués advertit que el desqualificaria, instants després que arrenqués un tros de l'orella dreta del seu oponent. Als 35 anys va tornar a lluitar pel títol mundial davant Lennox Lewis però va tornar a caure derrotat, i acabà retirant-se tres anys després. L'any 2003 Tyson es va declarar en fallida després d'haver cobrat 30 milions de dòlars en algunes de les seves baralles i al voltant de 300 milions de dòlars en el conjunt de la seva carrera.
En el seu moment, fou el campió del món indiscutible dels pesos pesants, i continua sent l'home més jove en guanyar els tres títols mundials de pes pesant, en les versions CMB, AMB i FIB.

## Vida personal
Tyson ha estat legalment casat tres vegades i ha tingut 7 fills (inclosa la ja difunta Exodus) amb diferents dones.
El seu primer matrimoni va ser amb l'actriu Robin Givens i va durar des del 7 de febrer de 1988 fins al 14 de febrer de 1989. Givens és coneguda pel seu treball a la sèrie "Head of the class", coneguda en castellà com "Los primeros de la clase". Aquest matrimoni fou especialment problemàtic per les seves denúncies de violència i inestabilitat mental per part de Tyson.
El seu segon matrimoni va ser amb Monica Turner des del 19 d'abril de 1997 fins al 14 de gener de 2003 i van tenir dos fills: Rayna i Amir.
El 25 de maig de 2009, la filla de 4 anys de Tyson, Exodus, fou trobada pel seu germà de 7 anys, Miguel, inconscient i enredada amb una corda que penjava d'una cinta de córrer i fou ingressada en estat crític al St. Joseph's Hospital and Medical Center on va morir l'endemà. Deu dies després, Tyson es va casar per tercera vegada amb Lakiha Spicer, de 32 anys. Amb Spicer va tenir la seva filla Milan. Els seus altres fills són Mikey (1990), Miguel (2002) i D'Amato (1990).
El maig de 2010, Tyson va declarar haver-se fet vegà.